# Neuracanthus pedalis
Neuracanthus pedalis är en akantusväxtart som beskrevs av S. Bidgood och R.K. Brummitt. Neuracanthus pedalis ingår i släktet Neuracanthus och familjen akantusväxter. Inga underarter finns listade i Catalogue of Life.